# Solanum lycocarpum
Solanum lycocarpum — багаторічна трав'яниста рослина, вид роду паслін (Solanum) родини пасльонові (Solanaceae). Поширена в бразильській савані, в регіоні Серрадо.
Місцеві мешканці називають рослину лобейра (вовча рослина) (порт. lobeira) або Фрут-ду-Лобу (вовчий фрукт) (порт. fruta-do-lobo). Вовчими яблуками фрукт називають тому, що він становить до половини раціону харчування гривастих вовків.

## Опис

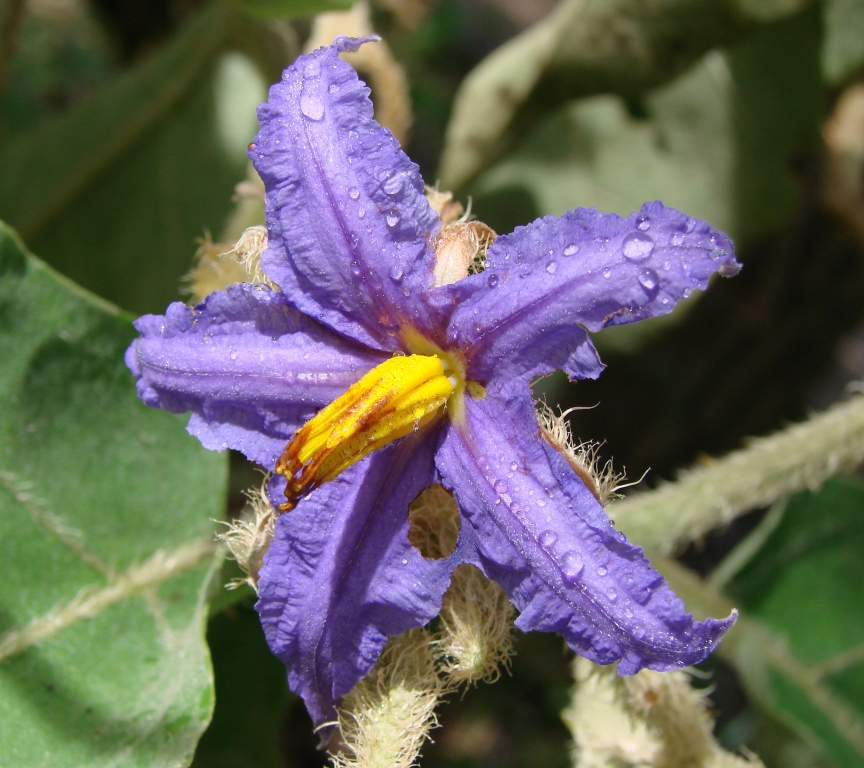
Квітка Solanum lycocarpum

Рослина являє собою квітучий чагарник висотою від 1,2 м до 3 м, з великим, глибоко опущеним листя, покритим м'яким сіро-білим пухом.
Блакитні або фіолетові квіти в формі зірки з'являються з пізньої осені до ранньої весни, як і інші рослини роду пасльону солодко-гіркого. Великі плоди (до 13 см в діаметрі) жовтого кольору, при дозріванні фарбуються повністю або частково в червоний колір. За зовнішньою формою і внутрішньою будовою нагадують помідор, а також баклажан за текстурою і кольором м'якоті.

## Поширення
Ареал  Solanum lycocarpum  — бразильська савана на територія Бразилії (штати Bahia, Goias, Minas Gerais, Parana, Santa Catarina, Sao Paulo, Federal District) та Парагваю. Рослина віддає перевагу вологому, глинистому ґрунту, з рясним сонцем та м'якими температурами. Стиглі плоди їстівні для людей і споживаються місцевими популяціями як джеми і консерви, але незрілі плоди досить багаті на таніни, і більшість інших частин рослини отруйні — як це типово для представників родини Solanaceae, таких як помідори, картопля та баклажани. Плоди також є запасним джерелом їжі для великої рогатої худоби в сухий сезон.

## Медичне застосування
Наразі немає доведених лікарських застосувань для Solanum lycocarpum, але рослина широко використовується в місцевій народній медицині для лікування діабету. Вважається, що речовини які містяться в лобейрі захищають гривастих вовків від хробака Dioctophyme renale, який часто докучає тваринам у цьому регіоні.